# شاه عوضی
شاه عوضی، روستایی در دهستان تخت بخش تخت شهرستان بندرعباس در استان هرمزگان ایران است.

## جمعیت
بر پایه سرشماری عمومی نفوس و مسکن در سال ۱۳۹۵، جمعیت این روستا برابر با ۱۳۰ نفر (۴۰ خانوار) بوده‌است.